# Sukaraja Kulon
Sukaraja Kulon is een bestuurslaag in het regentschap Majalengka van de provincie West-Java, Indonesië. Sukaraja Kulon telt 5502 inwoners (volkstelling 2010).